# Spathacanthus magdalenae
Spathacanthus magdalenae är en akantusväxtart som beskrevs av Cast.-campos. Spathacanthus magdalenae ingår i släktet Spathacanthus och familjen akantusväxter. Inga underarter finns listade i Catalogue of Life.